# 奧別尼日
51°1′58″N 24°29′53″E / 51.03278°N 24.49806°E
奧別尼日（烏克蘭語：Обенижі），是烏克蘭的村落，位於該國西部沃倫州，由科韋利區負責管轄，面積2.56平方公里，海拔高度188米，2001年人口620，人口密度每平方公里242.09人。